# Megastylus aethiopicus
Megastylus aethiopicus là một loài tò vò trong họ Ichneumonidae.